# Álvaro Díaz Huici
Álvaro Díaz Huici (Gijón, 1958) és un editor, escriptor, poeta i polític asturià.
Llicenciat en Filosofia i Lletres a la Universitat d'Oviedo, el 1978, juntament amb altres joves poetes, va crear la col·lecció de poesia "Aeda". Ha participat en la fundació de diverses empreses editorials, i s'ha ocupat del desenvolupament de projectes editorials. Així, entre 1981 i 1985 participa en la fundació i desenvolupament d'Ediciones Noega, segell de caràcter literari en el qual va publicar una cinquantena d'obres de narrativa, poesia i assaig d'autors espanyols, llatinoamericans i europeus. En aquesta etapa també va participar en Discos Arrebato, un segell musical independent. I va fer la seva primera incursió en el periodisme amb la creació de la revista mensual Hora de Asturias. Entre 1985 i 1990 va ser un dels membres fundadors i director editorial de GH Editores, segell de temàtica asturiana i caràcter divulgatiu. El 1986 va participar en la creació d'Urrieles Ediciones de Arte, especialitzada en obra gràfica i en bibliofília. L'obra Valdediós (1987), amb text de Santiago R. Santerbás i il·lustrada per Joaquín Rubio Camín, va merèixer el primer premi atorgat pel Ministeri de Cultura als Llibres Millor Editats durant 1987; en el certamen Els Llibres Més Bells del Món de Leipzig també va aconseguir la medalla de bronze aquest mateix any.
Des de la seva fundació el 1990, dirigeix Ediciones Trea, que el 2014 va rebre a Espanya el Premi Nacional a la Millor Tasca Editorial. Des del 1997, també dirigeix Ediciones Nigra Trea. En la seva tasca d'agitador cultural, el 2011 va posar en marxa un nou projecte de difusió, El Cuaderno, una revista cultural, que primer va aparèixer com a suplement de La Voz de Asturias i, des del 2012, després del tancament d'aquest diari, va quedar exclusivament vinculada a Ediciones Trea. Fins 2016 va continuar publicant-se en paper i després va passar a format digital amb àmplia difusió a Espanya, Hispanoamèrica i Europa. Després del tancament del diari La Voz de Asturias el 2013, va fundar juntament amb altres socis, el diari digital Asturias24, amb l'objectiu d'oferir a la regió un periodisme crític, independent i progressista, exercint la tasca d'editor general del diari fins a mitjans de 2016. Com a poeta, ha publicat entre altres obres, Los Caracteres del Agua (1980) i Introducción a el Norte (2002).
Entre 1999 i 2003 va ser regidor de l'Ajuntament de Gijón pel Partit Socialista Obrer Espanyol (PSOE).